# Pittosporum campbellii
Pittosporum campbellii är en tvåhjärtbladig växtart som beskrevs av Ferdinand von Mueller. Pittosporum campbellii ingår i släktet Pittosporum och familjen Pittosporaceae. Inga underarter finns listade.